# Federazione pallavolistica del Principato di Monaco
La Federazione monegasca di pallavolo (fra. Fédération Monégasque de Volley-Bal, FMVB) è un'organizzazione fondata nel 1987 per governare la pratica della pallavolo nel Principato di Monaco.
Organizza il campionato maschile e femminile, e pone sotto la propria egida la nazionale maschile e femminile.
Ha aderito alla FIVB nel 1988.